# Basil McRae
Pour les articles homonymes, voir McRae.
Basil Paul McRae (né le 5 janvier 1961 à Beaverton, dans la province de l'Ontario au Canada) est un joueur professionnel retraité de hockey sur glace. Il est actuellement copropriétaire des Knights de London, club de niveau junior majeur évoluant dans la LHO.

## Carrière
Réclamé au cinquième tour par les Nordiques de Québec lors du repêchage de 1980 de la Ligue nationale de hockey alors qu'il évolue pour les Knights de London de l'Association de hockey de l'Ontario, McRae retourne avec ces derniers pour une saison avant de devenir joueur professionnel en 1981 alors qu'il rejoint le club affilié aux Nordiques dans la Ligue américaine de hockey, l'Express de Fredericton.
Il fait également au cours de cette saison ses débuts dans la LNH, alors qu'il est rappelé pour compléter la saison avec le grand club. Disputant la saison suivante entre les Nordiques et l'Express, il se voit être échangé à l'été 1983 aux Maple Leafs de Toronto avec qui il reste durant deux saisons, jouant majoritairement pour leur club-école, les Saints de Saint Catharines.
Signant un contrat de deux saisons avec les Red Wings de Détroit à l'été 1985, il rejoint dès lors leur club affilié en LAH, les Red Wings de l'Adirondack, n'étant rappelé que pour quatre rencontres avec Détroit. Après avoir commencé la saison suivante en LNH, les Red Wings l'échangent avec John Ogrodnick aux Nordiques de Québec. Puis, devenant agent libre à nouveau à l'été 1987, il rejoint les North Stars du Minnesota avec qui il décroche un poste permanent dans la ligue et où il devient un des meilleurs pugilistes du circuit.
McRae reste durant six saisons sous le maillot des North Stars, voyant ceux-ci s'incliner en finale de la Coupe Stanley face aux Penguins de Pittsburgh au printemps 1991. Incommodé par une blessure à une jambe, le bagarreur est laissé sans protection par les North Stars en vue du repêchage d'expansion à l'été 1992. Il est alors retenu par le Lightning de Tampa Bay.
Il ne dispute cependant que quatorze rencontres avec le Lightning avant de passer aux mains des Blues de Saint-Louis avec qui il reste pour trois saisons de plus. Signant un contrat d'une saison avec les Blackhawks de Chicago en 1996, il ne dispute finalement que huit parties avec ceux-ci avant de se retirer de la compétition.
Bien que Basil McRae ne dispute que 576 rencontres dans la LNH, ses 2 457 minutes de punition en saison régulière font de lui le vingt-quatrième joueur le plus puni de l'histoire de la ligue.
À l'été 2000, il devient copropriétaire avec les anciens joueurs Mark et Dale Hunter des Knights de London de la Ligue de hockey de l'Ontario. Il agit également en tant que recruteur pour les Blues de Saint-Louis.

## Statistiques
| Saison     | Équipe                     | Ligue           |     | Saison régulière | Saison régulière | Saison régulière | Saison régulière | Saison régulière |   | Séries éliminatoires | Séries éliminatoires | Séries éliminatoires | Séries éliminatoires | Séries éliminatoires |
| Saison     | Équipe                     | Ligue           | PJ  | B                | A                | Pts              | Pun              | PJ               | B | A                    | Pts                  | Pun                  |                      |                      |
| 1978-1979  | Knights de London          | AHO             | 66  | 13               | 28               | 41               | 79               | 7                | 0 | 0                    | 0                    | 0                    |                      |                      |
| 1979-1980  | Knights de London          | AHO             | 67  | 24               | 36               | 60               | 116              | 5                | 0 | 0                    | 0                    | 18                   |                      |                      |
| 1980-1981  | Knights de London          | AHO             | 65  | 29               | 23               | 52               | 266              | -                | - | -                    | -                    | -                    |                      |                      |
| 1981-1982  | Express de Fredericton     | LAH             | 47  | 11               | 15               | 26               | 175              | -                | - | -                    | -                    | -                    |                      |                      |
| 1981-1982  | Nordiques de Québec        | LNH             | 20  | 4                | 3                | 7                | 69               | 9                | 1 | 0                    | 1                    | 34                   |                      |                      |
| 1982-1983  | Express de Fredericton     | LAH             | 53  | 22               | 19               | 41               | 146              | 12               | 1 | 5                    | 6                    | 75                   |                      |                      |
| 1982-1983  | Nordiques de Québec        | LNH             | 22  | 1                | 1                | 2                | 59               | -                | - | -                    | -                    | -                    |                      |                      |
| 1983-1984  | Saints de Saint Catharines | LAH             | 78  | 14               | 25               | 39               | 187              | 6                | 0 | 0                    | 0                    | 40                   |                      |                      |
| 1983-1984  | Maple Leafs de Toronto     | LNH             | 3   | 0                | 0                | 0                | 19               | -                | - | -                    | -                    | -                    |                      |                      |
| 1984-1985  | Saints de Saint Catharines | LAH             | 72  | 30               | 25               | 55               | 186              | -                | - | -                    | -                    | -                    |                      |                      |
| 1984-1985  | Maple Leafs de Toronto     | LNH             | 1   | 0                | 0                | 0                | 0                | -                | - | -                    | -                    | -                    |                      |                      |
| 1985-1986  | Red Wings de l'Adirondack  | LAH             | 69  | 22               | 30               | 52               | 259              | 17               | 5 | 4                    | 9                    | 101                  |                      |                      |
| 1985-1986  | Red Wings de Détroit       | LNH             | 4   | 0                | 0                | 0                | 5                | -                | - | -                    | -                    | -                    |                      |                      |
| 1986-1987  | Red Wings de Détroit       | LNH             | 36  | 2                | 2                | 4                | 193              | -                | - | -                    | -                    | -                    |                      |                      |
| 1986-1987  | Nordiques de Québec        | LNH             | 33  | 9                | 5                | 14               | 149              | 13               | 3 | 1                    | 4                    | 99                   |                      |                      |
| 1987-1988  | North Stars du Minnesota   | LNH             | 80  | 5                | 11               | 16               | 382              | -                | - | -                    | -                    | -                    |                      |                      |
| 1988-1989  | North Stars du Minnesota   | LNH             | 78  | 12               | 19               | 31               | 365              | 5                | 0 | 0                    | 0                    | 58                   |                      |                      |
| 1989-1990  | North Stars du Minnesota   | LNH             | 66  | 9                | 17               | 26               | 351              | 7                | 1 | 0                    | 1                    | 24                   |                      |                      |
| 1990-1991  | North Stars du Minnesota   | LNH             | 40  | 1                | 3                | 4                | 224              | 22               | 1 | 1                    | 2                    | 94                   |                      |                      |
| 1990-1991  | North Stars du Minnesota   | Fr-Tour[Quoi ?] | 3   | 1                | 0                | 1                | 26               | -                | - | -                    | -                    | -                    |                      |                      |
| 1991-1992  | North Stars du Minnesota   | LNH             | 59  | 5                | 8                | 13               | 245              | -                | - | -                    | -                    | -                    |                      |                      |
| 1992-1993  | Lightning de Tampa Bay     | LNH             | 14  | 2                | 3                | 5                | 71               | -                | - | -                    | -                    | -                    |                      |                      |
| 1992-1993  | Blues de Saint-Louis       | LNH             | 33  | 1                | 3                | 4                | 98               | 11               | 0 | 1                    | 1                    | 24                   |                      |                      |
| 1993-1994  | Blues de Saint-Louis       | LNH             | 40  | 1                | 2                | 3                | 103              | 2                | 0 | 0                    | 0                    | 12                   |                      |                      |
| 1994-1995  | Rivermen de Peoria         | LIH             | 2   | 0                | 0                | 0                | 12               | -                | - | -                    | -                    | -                    |                      |                      |
| 1994-1995  | Blues de Saint-Louis       | LNH             | 21  | 0                | 5                | 5                | 72               | 7                | 2 | 1                    | 3                    | 4                    |                      |                      |
| 1995-1996  | Blues de Saint-Louis       | LNH             | 18  | 1                | 1                | 2                | 40               | 2                | 0 | 0                    | 0                    | 0                    |                      |                      |
| 1996-1997  | Blackhawks de Chicago      | LNH             | 8   | 0                | 0                | 0                | 12               | -                | - | -                    | -                    | -                    |                      |                      |
| Totaux LNH | Totaux LNH                 | Totaux LNH      | 576 | 53               | 83               | 136              | 2 457            | 78               | 8 | 4                    | 12                   | 349                  |                      |                      |

## Transactions en carrière
- Repêchage 1980 : Repêché par les Nordiques de Québec (5e choix de l'équipe, 87e au total).
- 12 août 1983 : échangé par les Nordiques aux Maple Leafs de Toronto en retour de Richard Turmel.
- 17 juillet 1985 : signe à titre d'agent libre avec les Red Wings de Détroit.
- 17 janvier 1987 : échangé par les Red Wings avec John Ogrodnick et Doug Shedden aux Nordiques de Québec en retour de Brent Ashton, Gilbert Delorme et Mark Kumpel.
- 29 juin 1987 : signe à titre d'agent libre avec les North Stars du Minnesota.
- 18 juin 1992 : réclamé par le Lightning de Tampa Bay lors de leur repêchage d'expansion.
- 28 janvier 1993 : échangé par le Lightning avec Doug Crossman et leur choix de quatrième ronde au repêchage de 1996 (les Blues sélectionnent avec ce choix Andrei Petrakov) aux Blues de Saint-Louis en retour de Jason Ruff.
- 9 octobre 1996 : signe à titre d'agent libre avec les Blackhawks de Chicago.

## Parentés dans le sport
Son frère Chris McRae fut également joueur professionnel de hockey sur glace, il disputa 21 rencontres dans la Ligue nationale de hockey pour les Maple Leafs de Toronto ainsi que les Red Wings de Détroit.
Son fils, Philip McRae, fut repêché au deuxième tour par les Blues de Saint-Louis en 2008. Il joua 15 parties pour cette équipe ainsi qu'à d'autres niveaux en Europe et en Amérique du nord.